# Geboorte van de Moeder Gods-kathedraal (Rostov aan de Don)
De Kathedraal van de geboorte van de Moeder Gods (Russisch: Кафедральный собор во имя Рождества Пресвятой Богородицы) is een Russisch-orthodoxe kathedraal in de Russische stad Rostov aan de Don.

## Geschiedenis
De kathedraal werd gebouwd in de jaren 1854-1860 naar een ontwerp van Konstantin Thon, een Russische architect van Duitse afkomst die zijn naam verbond aan de bouw van vele Russische kerken en kathedralen, waaronder de Christus Verlosserkathedraal in Moskou en de Heilige Geestkathedraal in Petrozavodsk. In de jaren 1875-1887 werd naast de kathedraal een vrijstaande klokkentoren gebouwd door de architect Anton Kampioni. Op de begane grond van de toren werd een kapel ingericht en gewijd aan de heilige Nicolaas.

## Sovjetperiode
In 1920 werden de eerste kerken van Rostov aan de Don gesloten voor de eredienst. Op 11 maart 1922 meldden de bolsjewieken zich bij de kathedraal om het kerkelijk bezit in beslag te nemen waarbij ook een aantal geestelijken werden gearresteerd. In 1923 werden wederom een aantal kerken gesloten. Medio jaren 30 werd ook de kathedraal gesloten en als opslagplaats in gebruik genomen. Tevens werd op het grondgebied van de kathedraal een menagerie geopend. Tijdens de Tweede Wereldoorlog werd in 1941 de toren om strategische redenen grotendeels gesloopt. Onder Duitse bezetting werd de kerk in juli 1942 heropend voor de eredienst. Na de oorlog werd de kathedraal niet meer gesloten en volgde in de jaren 50 een renovatie van het kerkgebouw. Het restant van de toren werd gebruikt als doopkapel. Eind jaren 80 werd ter gelegenheid van de viering van 1000 jaar christendom in Rusland het interieur van de kathedraal hersteld.

## Heropening
In 1999 werd tijdens de viering van het 250-jarig bestaan van de stad Rostov aan de Don een volledig herbouwde klokkentoren gewijd door Alexis II, patriarch van Moskou en heel Rusland. De herbouw van de toren stond onder leiding van de architect Joeri Solnisjkin.